# Opération Cajun Mousetrap II

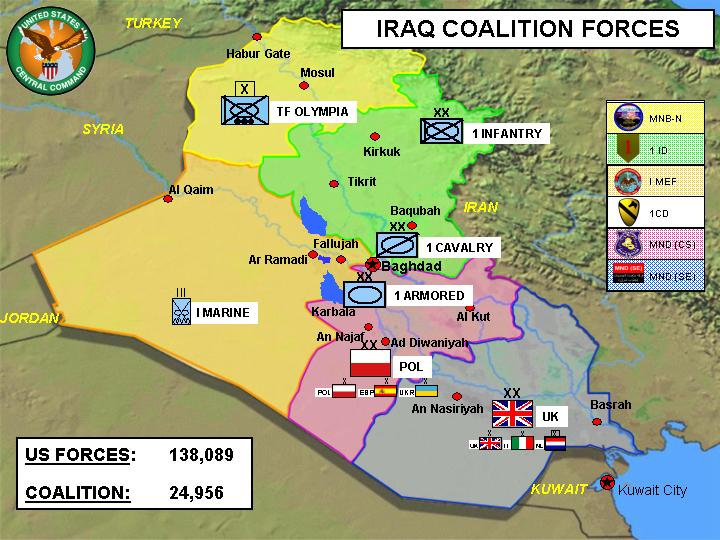
La disposition des forces de la Coalition en avril 2004. La ville de Samarra relève de la 1re division d'infanterie américaine.

L'Opération Cajun Mousetrap II est une opération militaire de contre-insurrection des Forces armées américaines déclenchée le 5 août 2004 dans le cadre de l'opération liberté irakienne contre des milices sunnites insurgées aux abords de la ville de Samarra située au nord de Bagdad dans la province de Salah ad-Din. 

## Description
L'opération fut menée par la 1re division d'infanterie qui élimina au moins trois insurgés, arrêta neuf personnes pour interrogatoire et saisit une petite quantité d'arme. Cajun Mousetrap II suivit l'opération Cajun Mousetrap I et précéda Cajun Mousetrap III qui permirent finalement d'éliminer au moins 59 insurgés et de recueillir des renseignements sur la localisation et la façon de combattre des insurgés. Les informations rassemblées permirent à la 2de Brigade Combat Team d'utiliser sa puissance de combat plus efficacement pendant les phases II et III de l'opération Baton Rouge (en).